# Össjö kyrka
Össjö kyrka är en kyrkobyggnad på en kulle centralt i samhället Össjö, omkring 12 kilometer öster om Ängelholm i Skåne. Den tillhör sedan 2006 Munka Ljungby församling i Lunds stift.

## Kyrkobyggnaden
Kyrkan har en stomme av gråsten och består av ett rektangulärt långhus med tresidigt kor i öster. Vid långhusets västra kortsida finns ett kyrktorn med ingång. Fasaderna är belagda med puts.

### Historik
Össjö kyrka uppfördes i romansk stil under senare delen av 1100-talet och bestod av långhus med smalare kor i öster och en halvrund absid. Kyrktornet tillkom senare. Under senare delen av medeltiden uppfördes ett rymligt vapenhus med storleken 6 x 6 meter vid södra långhusväggen.
En omfattande restaurering genomfördes 1865 då kyrkan förlängdes åt öster och nuvarande tresidiga kor tillkom. Tornet byggdes delvis om, sakristian revs och vapenhuset i söder revs. Även ingången byggdes om och en vacker rundbågsportal flyttades dit. Kyrkan återinvigdes 29 juli 1866 av biskop Wilhelm Flensburg. Under 2004-2005 utfördes en ytterligare större renovering av kyrkan med bland annat ommålning i gamla färger för bänkarna och kortaket, det senare nu i blått. Samtidigt gjordes koret rymligare och under läktaren inreddes mindre samlingsrum. Ny uppvärmning baserad på jordvärme installerades.

### Inventarier
- En fyrsidig, rikt ornamenterad dopfunt av sandsten är tillverkad av Mörarpsmästaren under 1100-talets andra hälft, (bilder). Tillhörande dopfat av mässing är från 1600-talet.
- Ett triumfkrucifix från slutet av 1400-talet förvaras numera i Lunds universitets historiska museum. Tidigare hängde krucifixet i ursprungliga kyrkans triumfbåge.
- Ett nattvardskärl i förgyllt silver härstammar från den danska tiden. Ett paten är samtida med nattvardskärlet.
- Predikstolen med datering 1756 är tillverkad av Johan Ullberg.
- Sedan 1865 finns i koret en kopia av Thorvaldsens Kristus.
- På norra väggen hänger tidigare altartavla utförd av Johan Ullberg och anskaffad 1751. Tavlan har motivet "Den sista måltiden" och var altartavla fram till år 1865.
- I tornet hänger två kyrkklockor. Storklockan bär årtalet 1769 medan lillklockan är daterad till år 1506.

### Orgel
- Össjö kyrka fick sin första orgel 1827.
- En tidigare orgel som hade 4 stämmor.
- Den nuvarande orgeln byggdes 1901 av Salomon Molander & Co, Göteborg och är en mekanisk orgel. Orgeln har fasta kombinationer. Orgeln restaurerades 1987. Orgeln har tolv stämmor, två manualer och pedal.

| Huvudverk I  | Svällverk II        | Pedal         | Koppel |
| Borduna 16´  | Violinprincipal 8´  | Subbas 16´    | I/P    |
| Principal 8´ | Rörflöjt 8'         | Principal 8´  | II/I   |
| Flöjt 8'     | Salicional 8'       | Violoncell 8' | I 4'/I |
| Gamba 8'     | Flûte harmonique 4' | Oktava 4'     |        |
| Oktava 4'    | Crescendosvällare   |               |        |
| Violin 4'    |                     |               |        |
| Oktava 2'    |                     |               |        |
| Trumpet 8'   |                     |               |        |

## Kyrkogård
Arne Thorén, som bland annat var Sveriges Radios korrespondent i New York under många år, ligger begravd på kyrkogården.

## Bildgalleri

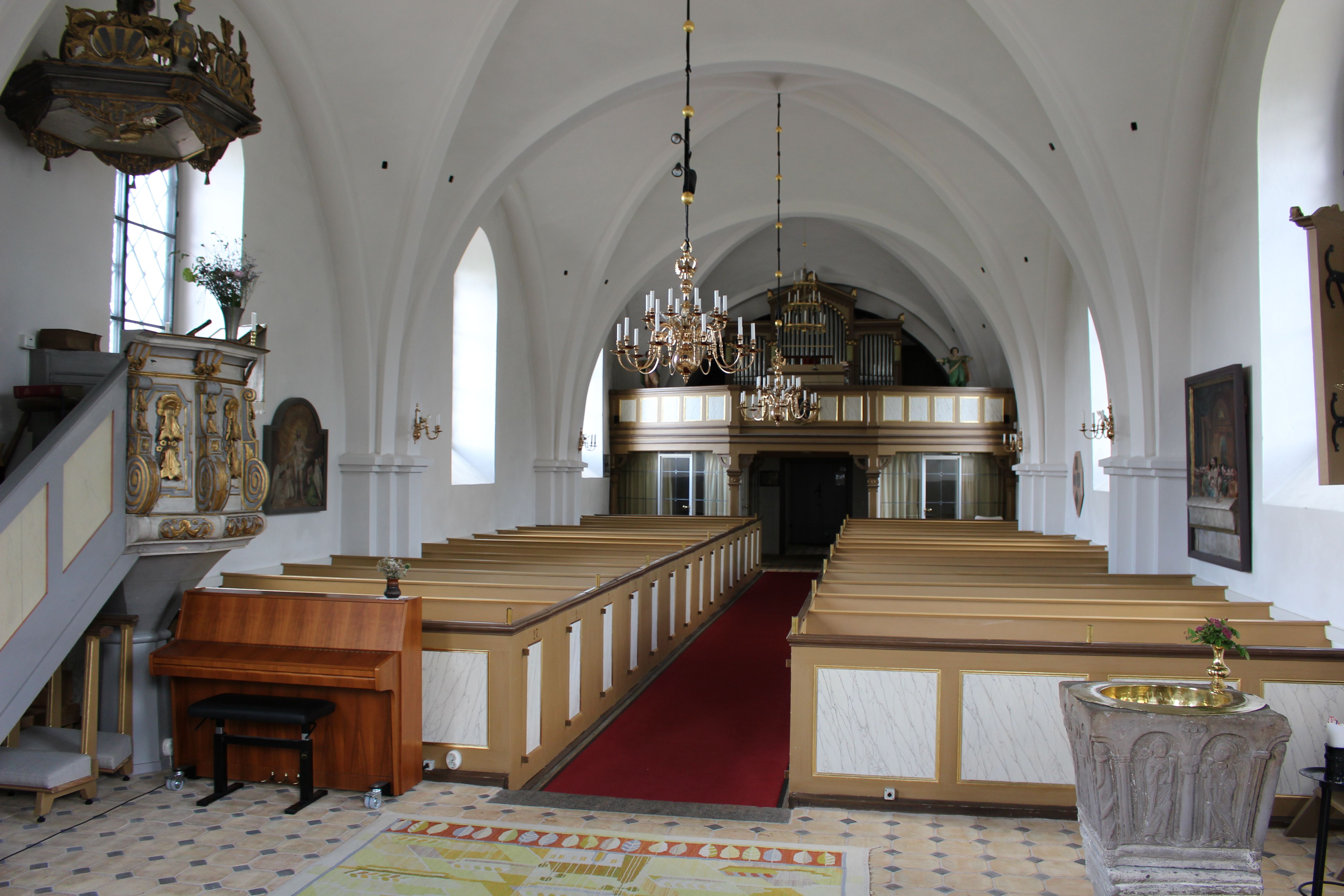
Kyrkorum mot väster
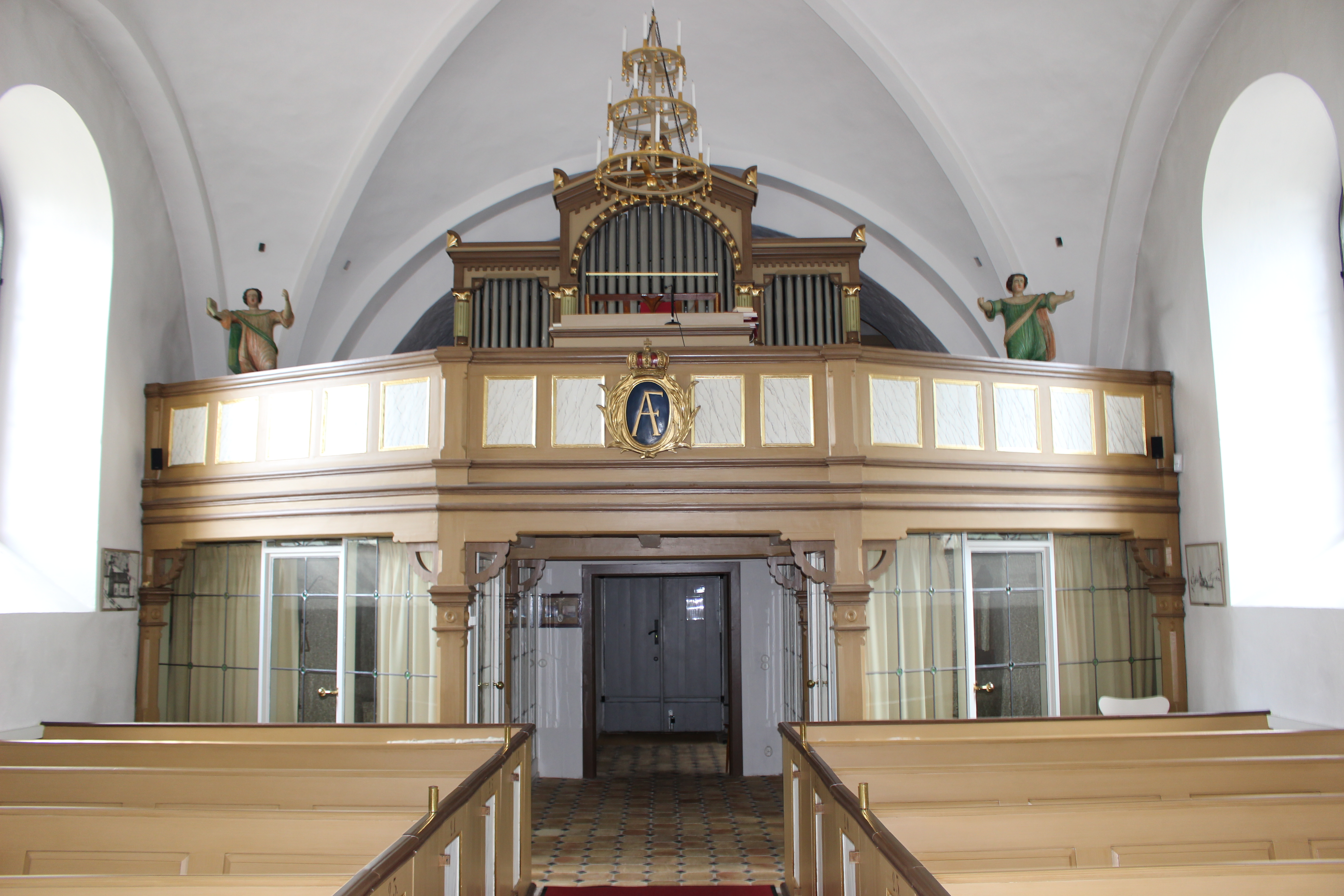
Orgelläktare
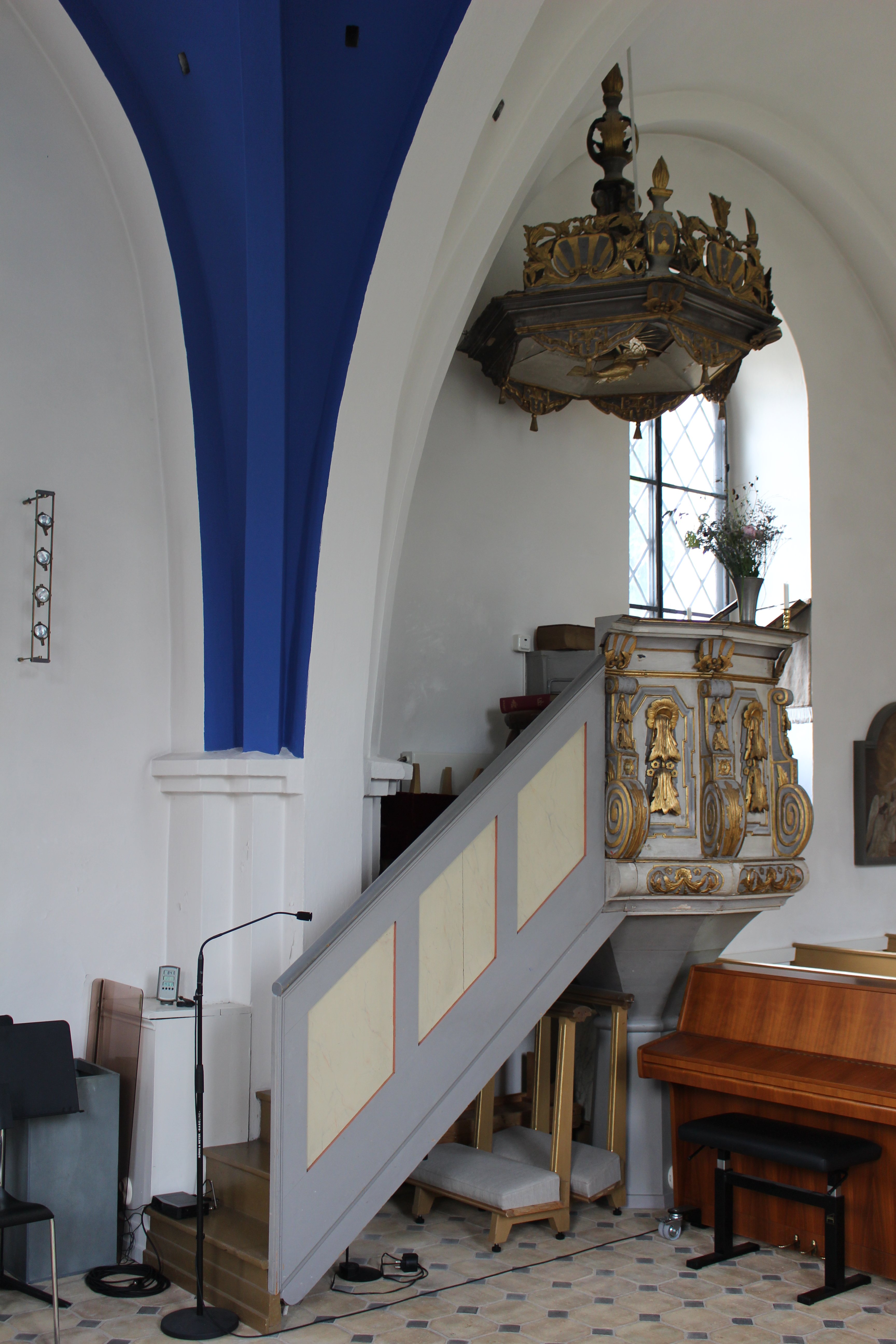
Predikstol
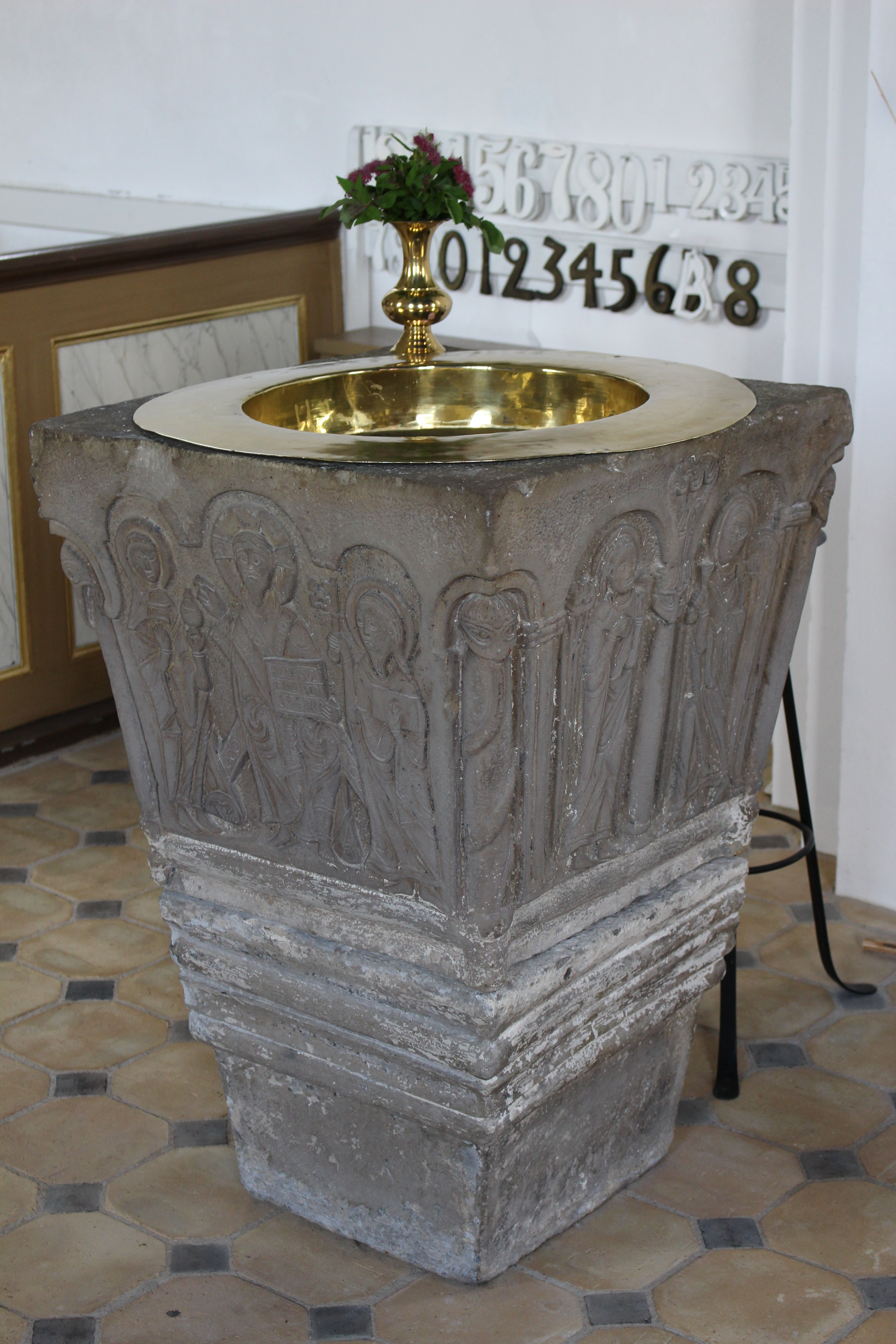
Dopfunt
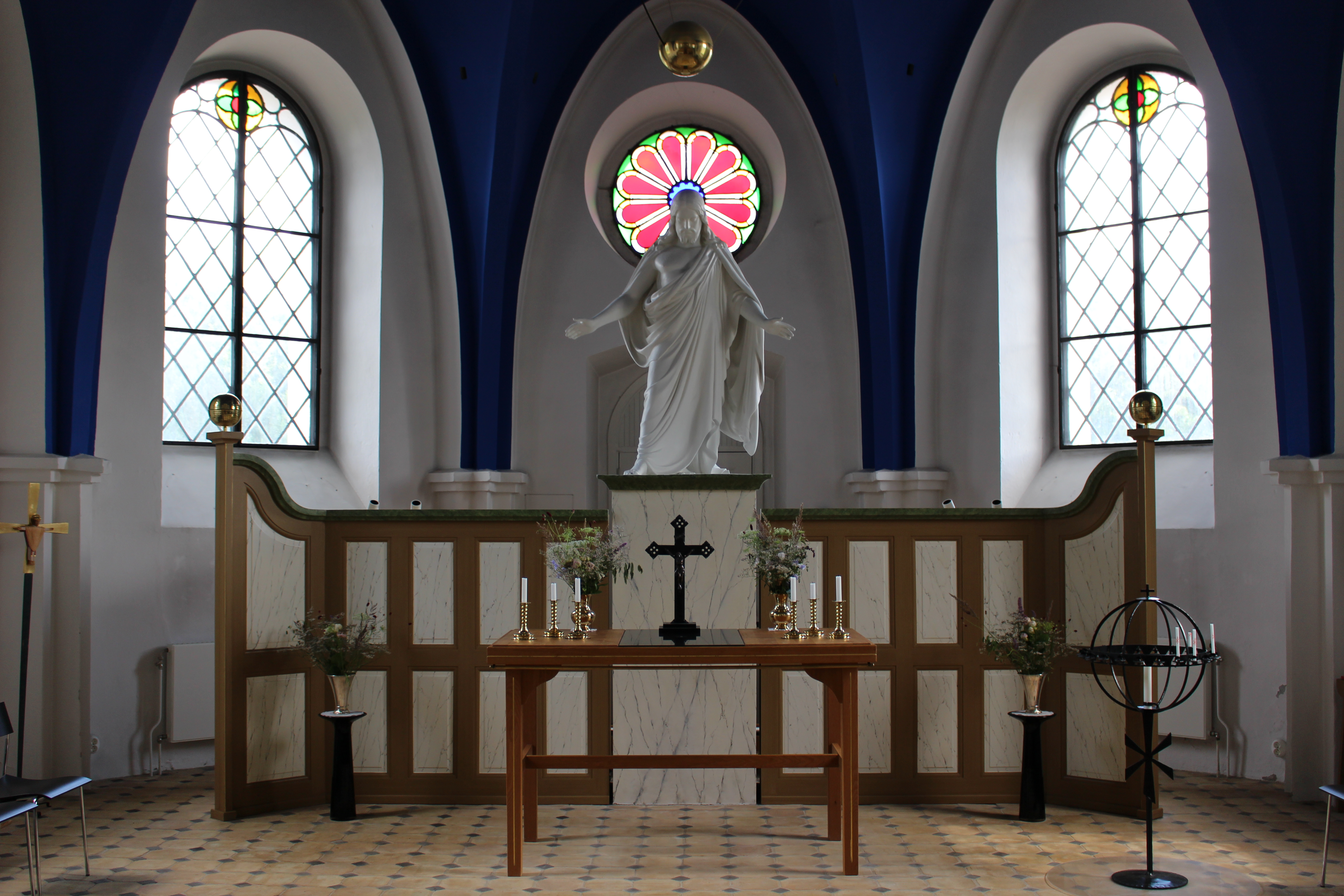
Kor och altare
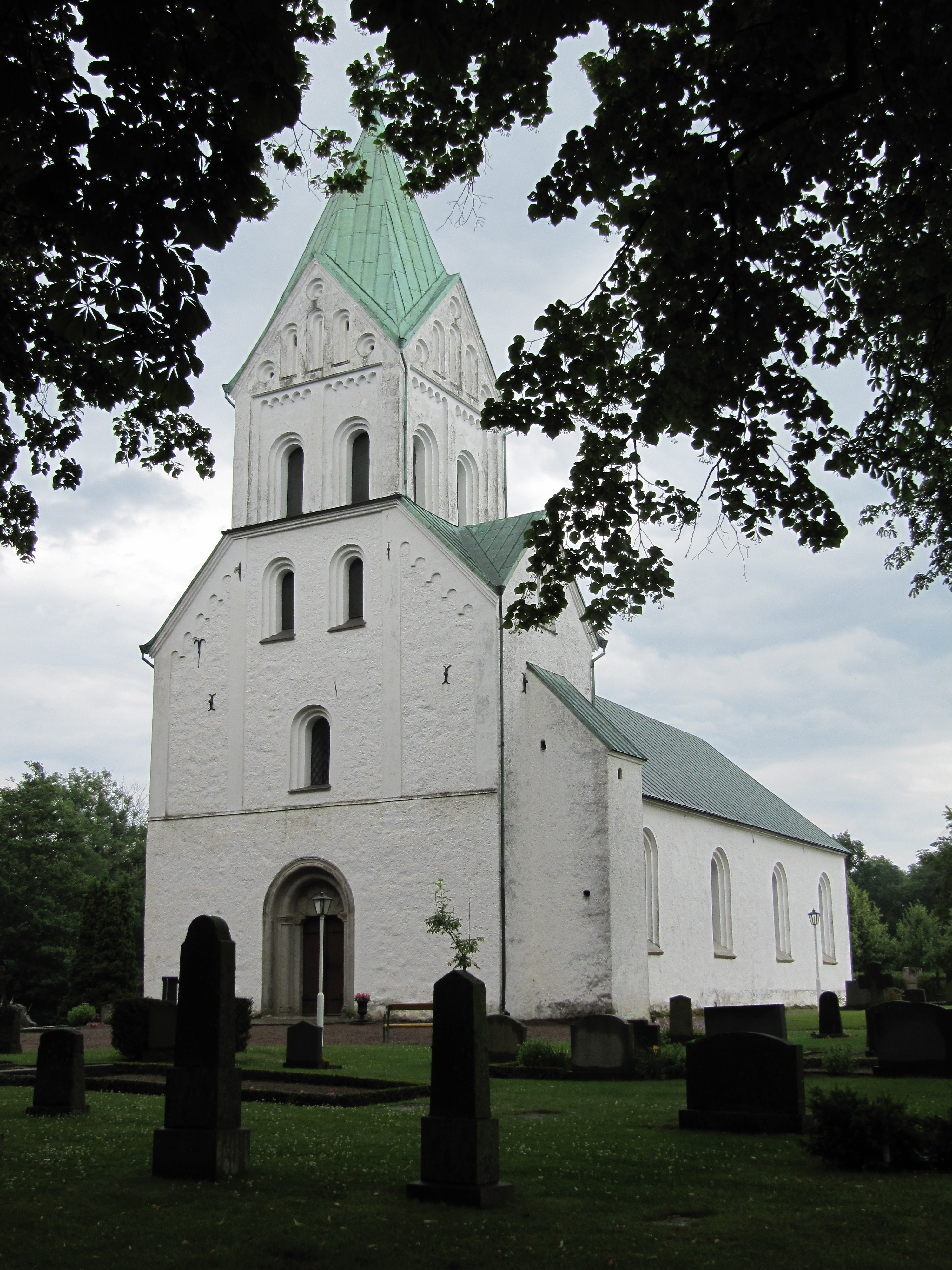
Kyrkan från sydväst
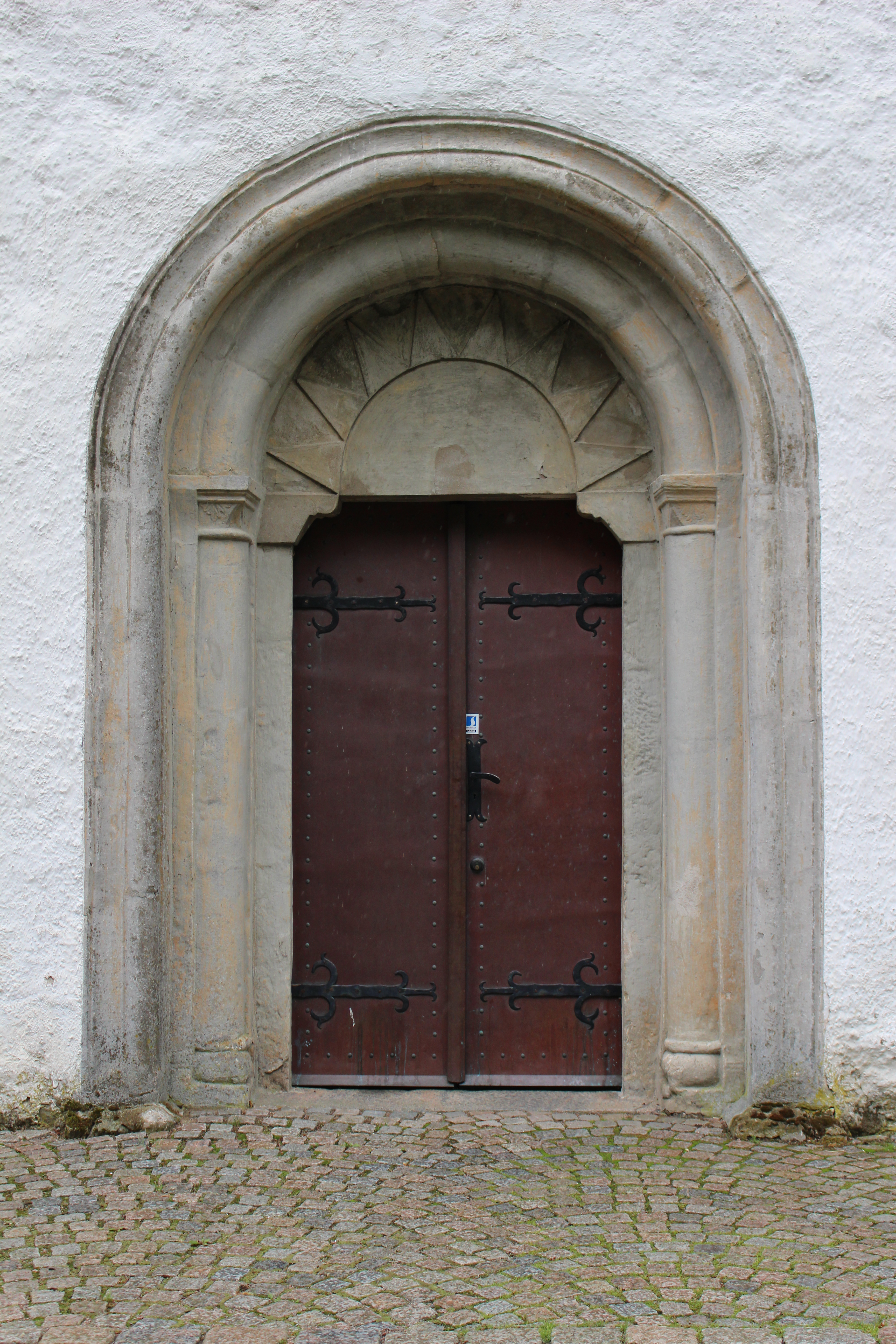
Portal i väster
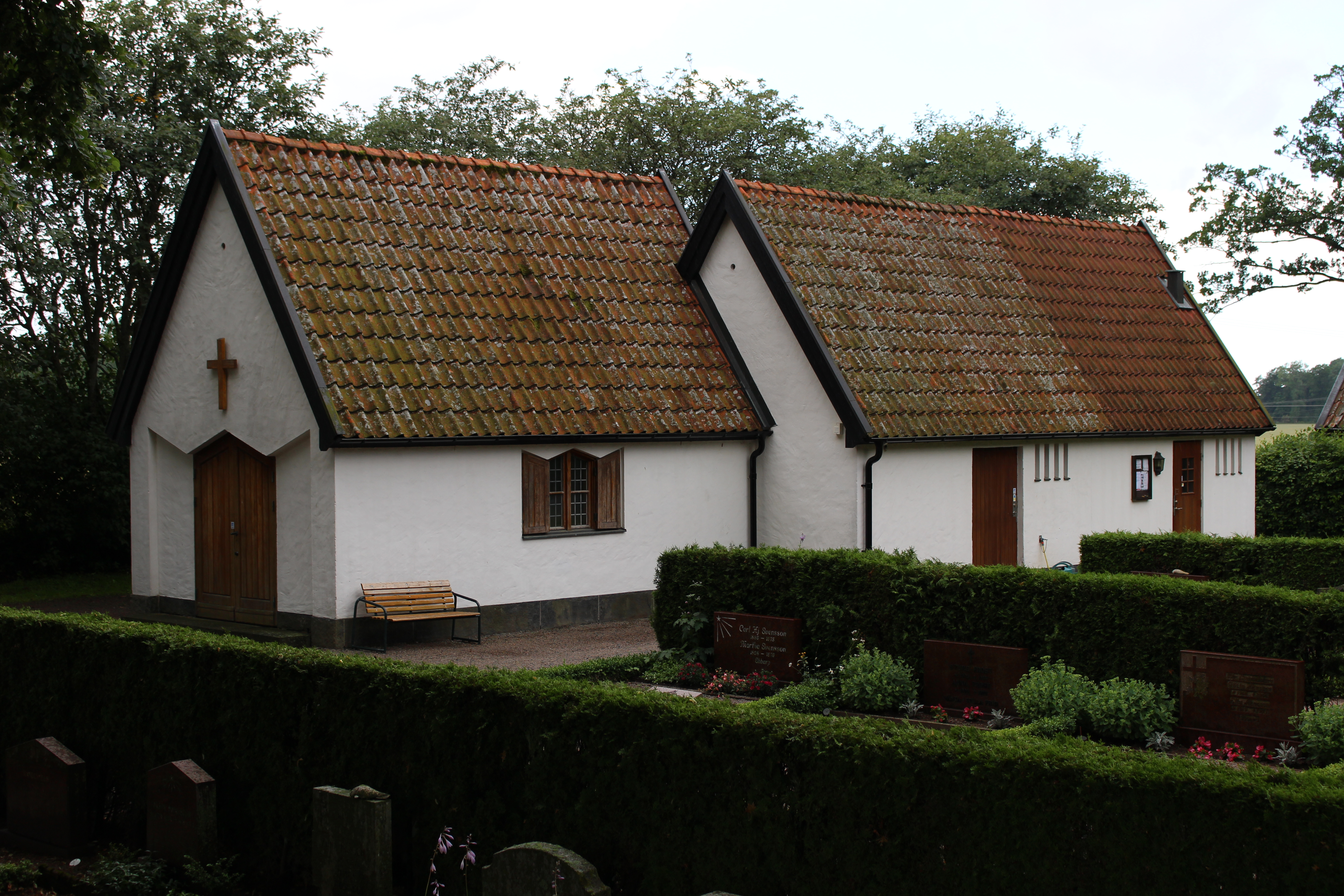
Gravkapell

### Webbkällor
- Åsbo Släkt- och Folklivsforskare
- Össjöborna månar om sin kyrka (Helsingborgs Dagblad)